# Xanthidium subhastiferum
Xanthidium subhastiferum là một loài Song tinh tảo trong họ Desmidiaceae, thuộc chi Xanthidium.